# عيد الرئيس
عيد الرئيس أو عيد المدير Boss's Day هو عيد سنوي يحتفل به في السادس عشر من أكتوبر في الولايات المتحدة الأمريكية.
خصص هذا اليوم ليكون يومًا يشكر فيه الموظفون رؤسائهم لكونهم طيبين وعادلين طوال العام. وقد قوبل هذا الاقتراح بالمعارضة باعتباره مجرد عطلة رسمية لا معنى لها تفرض ضغوطاً غير عادلة على الموظفين للخضوع للمديرين الذين يكسبون أكثر منهم أثناء ممارسة السلطة عليهم. 

## تاريخ
قامت باتريشيا بايز هاروسكي بتسجيل "عيد الرئيس الوطني" لدى غرفة التجارة الأمريكية في عام 1958. وكانت باتريشيا تعمل سكرتيرة لدى شركة التأمين ستيت فارم في ديرفيلد بولاية إلينوي، لصالح والدها في ذلك الوقت، واختارت يوم 16 أكتوبر، وهو عيد ميلاد والدها.[بحاجة لمصدر]
وكان الهدف من تسجيل هذا اليوم كعيد للرئيس هو إظهار التقدير لرؤسائها الذين اعتقدت أنهم يستحقونه. وكانت هذه أيضًا بمثابة استراتيجية لمحاولة تحسين العلاقات داخل المكتب بين المديرين وموظفيهم.
وتعتقد هاروسكي أن الموظفين الشباب لا يفهمون أحيانًا العمل الجاد والتفاني الذي يبذله مشرفوهم في عملهم والتحديات التي يواجهونها، وأنهم يبذلون جهدا ذهنيا وبدنيا في الإدارة.  وبعد أربع سنوات، في عام 1962، أيد حاكم ولاية إلينوي أوتو كيرنر تسجيل هاروسكي لليوم وأعلن عن هذا اليوم رسميًا.  

## نقد
وكانت الصحفية الأمريكية أليسون جرين من منتقدي اعتبار ذلك اليوم عيدا، وشرحت موقفها في مجلة يو إس نيوز هذا الأمر قائلة: " إن قواعد السلوك التقليدية تنص بوضوح على أن أي هدية في مكان العمل يجب أن تكون من رئيس إلى موظف وليس العكس. والفكرة في ذلك هي أن الناس لا ينبغي أن يشعروا بأنهم ملزمون بشراء الهدايا لشخص لديه سلطة على معيشتهم، ولا ينبغي للمديرين الاستفادة من ديناميكية القوة بهذه الطريقة." 